# أدولفو بيلمونت
أدولفو بيلمونت (بالإسبانية: Adolfo Belmonte) هو دراج مكسيكي، ولد في 10 يناير 1945 في إنسينادا في المكسيك.

## وصلات خارجية
- أدولفو بيلمونت على موقع أرشيف الدراجات (الإنجليزية)
- أدولفو بيلمونت على موقع اللجنة الأولمبية الدولية (الإنجليزية)
- أدولفو بيلمونت على موقع أوليمبيديا (الإنجليزية)